# Steinar Amundsen
Steinar Amundsen (ur. 4 lipca 1945 w Bærum, zm. 16 czerwca 2022 w Røyken) – norweski kajakarz. Dwukrotny medalista olimpijski.
Oba medale wywalczył w kajakowych czwórkach. Podczas XIX Letnich Igrzysk Olimpijskich 1968 w Meksyku zwyciężyła osada w składzie Egil Søby, Tore Berger, Jan Johansen i Amundsen, cztery lata później, podczas XX Letnich Igrzysk Olimpijskich w Monachium, ta sama osada wywalczyła brązowy medal. W 1969 został mistrzem Europy, w 1970 oraz 1975 zaś zdobył złote medale mistrzostw świata.